# Titularbistum Rusuca
Rusuca war eine antike Stadt in der römischen Provinz Byzacena bzw. Africa proconsularis in der Sahelregion von Tunesien.
Rusuca ist ein ehemaliges Bistum der römisch-katholischen Kirche und heute ein Titularbistum.
| Titularbischöfe von Rusuca |                           |                                                |                   |                   |
| Nr.                        | Name                      | Amt                                            | von               | bis               |
| 1                          | Matthias Wehr             | emeritierter Bischof von Trier (Deutschland)   | 19. November 1966 | 6. November 1967  |
| 2                          | Timothy Joseph Harrington | Weihbischof in Worcester (Massachusetts) (USA) | 2. April 1968     | 1. September 1983 |
| 3                          | Geoffrey James Robinson   | Weihbischof in Sydney (Australien)             | 23. Januar 1984   | 29. Dezember 2020 |